# الجمعية الطبية الإسلامية
الجمعية الطبية الإسلامية - مصر جمعية طبية خيرية غير ربحية أسسها د.أحمد الملط سنة 1977م في مصر، لها 22 مستشفى ومستوصفاً في مصر.

## المستشفى الخيري المركزي
وقامت الجمعية ببناء الصرح الطبي الكبير المستشفى الخيري المركزي في أرض الجولف في مدينة نصر بجوار أبراج سيتي ستارز، وبها جراحات دقيقة مثل:
- جراحات القلب المفتوح
- نقل الكلى
- جراحات الأورام
- جراحات الأطفال
- قسم متكامل للحروق

وضع اللبنة الأولى للمستشفى د. أحمد الملط والشيخ محمد الغزالي عام 1993، ويقول مدير المستشفى د. أحمد عمر: «حصلنا عام 1996 على ترخيص مبنى العيادات الخارجية المكون من 3 أدوار، وفي عام 2000 رفضت السلطات منحنا ترخيصا لبناء المستشفى بسبب الانتخابات التشريعية التي جرت في ذلك العام، وكان الصراع محتدما فيها بين الإخوان والنظام، فأقمنا عددا من القضايا وربحناها فاستأنفت المحافظة وخسرت الاستئناف، ومن ثم شرعنا في بناء المستشفى وأتممناها عام 2006 على مساحة 7 أفدنة، وجهزناها بأجهزة أشعة تتعدى تكلفتها مليوني دولار».
وقد تم البناء عام 2006 وتم تجيهزها بأجهزة أشعة بمبلغ مليوني دولار، وبدأ العمل بها بشكل جزئي في 2007 حتى اكتملت إمكانيات المستشفى وراحت تعمل بكل طاقتها في العام 2009، وبعد نزاع الحكومة المصرية مع المستشفى على التراخيص، وصدور عدة أحكام قضائية لصالح المستشفى، قامت الحكومة بهدم المستشفى المكونة من 7 طوابق على مساحة 2000 فدان والبالغ تكلفتها 40 مليون جنيه في 6 ديسمبر 2009، من جانبه أكد د. أحمد صديق، المدير التنفيذي للمستشفى، أن «"بعد صدور أحكام قضائية لصالحنا امتنعت الجهات المعنية عن منحنا التراخيص، فأقمنا دعوى برقم 5105 لسنة 55 قضائية أمام القضاء الإداري وحكمت المحكمة لصالح البناء، وهو ما قمنا به، قبل أن نفاجأ منذ نحو شهرين بإنذار من الحي بإزالة المستشفى، فأقمنا دعوى جديدة من المنتظر الفصل فيها الخميس المقبل، لكن جرافات الحي استبقت الحكم وبدأت الهدم اليوم"». وفي 17 ديسمبر 2009 أصدرت محكمة القضاء الإداري حكما بوقف تنفيذ قرار محافظ القاهرة بإزالة مبنى المستشفى الخيري المركزي بمدينة نصر، وإلزام الجهة الإدارية بالمصروفات.